# رابطة فلزية

الرابطة المعدنية توجد في المعادن مثل الزنك.

الرابطة الفلزية هي رابطة كيميائية تحصل بين عنصرين من الفلزات، وهي قوى التجاذب الكهربائي الناتجة بين الأيونات الموجبة وهذه الالكترونات السالبة بالرابطة الفلزية وهي التي تربط البلورة الفلزية (المعدنية) بالكامل.
عندما ترتبط الفلزات مع بعضها البعض فانها لا تكتسب التركيب الإلكتروني للغازات النبيلة، فمن السهل أن تفقد ذرات الفلزات مثل الصوديوم والبوتاسيوم الكترونات تكافؤها لتصبح ايونات موجبة لأن سالبيتها الكهربائية منخفضة.
قوة الرابطة
تتأثر قوة الرابطة الفلزية بعدة عوامل هي:
- كثافة الشحنة تساوي شحنة الايون/حجم الايون، حيث أن شحنة الايون هي الشحنة التي يكتسبها الفلز بعد أن يخسر كل الالكترونات الموجدة في المدار الأخير. (+1،+2،+3)
- حجم الايون: يتناسب حجم الايون تناسب طردي مع عدد المدارات.
- كلما كانت كثافة الشحنة على الايون أعلى كلما زادت قوة الرابط الفلزي ونتيجة لذلك درجة الانصهار تكون أعلى.

الخصائص التي تمنحها الرابطة للفلز
ترجع الكثير من خصائص الفلزات الطبيعية إلى طبيعة هذه الرابطة، فالتوصيل الكهربائي والتوصيل الحراري للفلزات سببه هو حركة الالكترونات الحرة بين الذرات. حركة الالكترونات الحرة داخل المعدن تنتظم عند تمرير التيار الكهربائي من خلاله، وتتقدم الالكترونات من القطب السالب إلى الموجب.

## اقرأ أيضاً
- رابطة كيميائية
- مركب بين فلزي
- مثلث فان أركيل-كيتيلار